# Eduard Gutiérrez
Eduard Andrés Gutiérrez Castillo (El Agrado, 9 de agosto de 1995-Garzón, 7 de mayo de 2017) fue un futbolista colombiano que jugaba como defensa en el Atlético Huila de la Categoría Primera A de Colombia.

## Trayectoria
Luego de formarse durante dos años en la Escuela de Fútbol Carlos Sarmiento Lora las Divisiones menores de Millonarios, donde estuvo hasta 2014. Allí entabló una buena amistad con Harold Santiago Mosquera, Gabriel Díaz y otros canteranos azules.
Luego de su paso por las Divisiones menores de Millonarios el equipo de su tierra el Atlético Huila se fijo en él; sin haber debutado profesionalmente el equipo opita compra sus derechos deportivos a principios de 2015 teniéndolo en proyecto como uno de sus mejores jugadores jóvenes.
El 17 de octubre de 2015 debutaría en el fútbol profesional en el empate a un gol frente a La Equidad como locales en la Categoría Primera A. El 10 de marzo de 2016 debuta en la Copa Colombia en la victoria como visitantes sobre el Deportivo Pereira. El 6 de abril de 2017 jugaría su último partido como profesional en la victoria 2 a 0 sobre Envigado FC jugando los 90 minutos.

## Fallecimiento
Gutiérrez falleció el 7 de mayo de 2017 tras sufrir un accidente de tráfico a los 21 años de edad. Murió a causa de un politraumatismo, trauma craneoencefálico severo, trauma cerrado de tórax y abdomen, y fractura abierta de tibia.

## Clubes
| Club           | País     | Temporadas  |
| -------------- | -------- | ----------- |
| Atlético Huila | Colombia | 2015 - 2017 |

## Estadísticas
| Club                      | Temporada           | Liga  | Liga  | Copa Nacional | Copa Nacional | Copa Internacional | Copa Internacional | Total | Total |
| Club                      | Temporada           | Part. | Goles | Part.         | Goles         | Part.              | Goles              | Part. | Goles |
| ------------------------- | ------------------- | ----- | ----- | ------------- | ------------- | ------------------ | ------------------ | ----- | ----- |
| Atlético Huila · Colombia | 2015                | 2     | 0     | 0             | 0             | -                  | -                  | 2     | 0     |
| Atlético Huila · Colombia | 2016                | 5     | 0     | 3             | 0             | -                  | -                  | 8     | 0     |
| Atlético Huila · Colombia | 2017                | 4     | 0     | 5             | 0             | -                  | -                  | 9     | 0     |
| Atlético Huila · Colombia | Total               | 11    | 0     | 8             | 0             | 0                  | 0                  | 19    | 0     |
| Total en su carrera       | Total en su carrera | 11    | 0     | 8             | 0             | 0                  | 0                  | 19    | 0     |